# Team Milram/2007
Deze pagina geeft een overzicht van de renners en de prestaties van Milram-wielerploeg in 2007.
| Naam                  | Geboortedatum | Nationaliteit | Ploeg 2006                 |
| --------------------- | ------------- | ------------- | -------------------------- |
| Igor Astarloa         | 29-03-1976    | Spanje        | Team Barloworld            |
| Mirko Celestino       | 19-03-1973    | Italië        |                            |
| Alessandro Cortinovis | 11-10-1977    | Italië        |                            |
| Volodymyr Djoedja     | 06-01-1983    | Oekraïne      |                            |
| Sergio Ghisalberti    | 10-12-1979    | Italië        |                            |
| Ralf Grabsch          | 07-04-1973    | Duitsland     |                            |
| Andrij Grivko         | 07-08-1983    | Oekraïne      |                            |
| Dennis Haueisen       | 13-09-1978    | Duitsland     |                            |
| Matej Jurčo           | 08-08-1984    | Slowakije     |                            |
| Christian Knees       | 05-03-1981    | Duitsland     |                            |
| Brett Lancaster       | 15-11-1979    | Australië     | Ceramica Panaria           |
| Mirco Lorenzetto      | 13-07-1981    | Italië        |                            |
| Martin Müller         | 05-04-1974    | Duitsland     |                            |
| Alberto Ongarato      | 24-07-1975    | Italië        |                            |
| Alessandro Petacchi   | 03-01-1973    | Italië        |                            |
| Enrico Poitschke      | 23-08-1969    | Duitsland     |                            |
| Elia Rigotto          | 04-03-1982    | Italië        |                            |
| Fabio Sabatini        | 18-02-1985    | Italië        |                            |
| Fabio Sacchi          | 22-05-1974    | Italië        |                            |
| Björn Schröder        | 27-10-1980    | Duitsland     |                            |
| Sebastian Schwager    | 04-01-1984    | Duitsland     | beloften                   |
| Carlo Scognamiglio    | 31-05-1983    | Italië        |                            |
| Marcel Sieberg        | 30-04-1982    | Duitsland     | Team Wiesenhof-AKUD        |
| Sebastian Siedler     | 18-01-1978    | Duitsland     |                            |
| Niki Terpstra         | 18-05-1984    | Nederland     | Ubbink-Syntec Cycling Team |
| Marco Velo            | 09-03-1974    | Italië        |                            |
| Erik Zabel            | 07-07-1970    | Duitsland     |                            |

## Overwinningen
| - GP Costa degli Etruschi Alessandro Petacchi - Ronde van de Middellandse Zee 6e etappe: Mirco Lorenzetto - Ronde van de Algarve 3e etappe: Alessandro Petacchi 4e etappe: Alessandro Petacchi 5e etappe: Alessandro Petacchi Puntenklassement: Alessandro Petacchi Eindklassement: Alessandro Petacchi - Ronde van Valencia 2e etappe: Alessandro Petacchi | - Ronde van Nedersaksen 1e etappe: Alessandro Petacchi 2e etappe: Alessandro Petacchi 4e etappe: Alessandro Petacchi Eindklassement: Alessandro Petacchi - Ronde van Beieren 2e etappe: Erik Zabel 3e etappe: Erik Zabel 5e etappe: Sebastian Siedler - Ronde van Zwitserland 1e etappe: Erik Zabel - Nationale kampioenschappen Oekraïne (tijdrit): Volodymyr Djoedja | - Ronde van Duitsland 3e etappe: Erik Zabel Bergklassement: Niki Terpstra - Rothaus Regio-Tour 1e etappe: Alessandro Petacchi - Ronde van Spanje 7e etappe: Erik Zabel 11e etappe: Alessandro Petacchi 12e etappe: Alessandro Petacchi - Parijs-Tours 1e etappe: Alessandro Petacchi |

2006 · 2007 · 2008 · 2009 · 2010
AG2R-La Mondiale · Astana · Bouygues Télécom · Caisse d'Epargne · Cofidis, Le Crédit par Téléphone · Crédit Agricole · Team CSC · Discovery Channel Pro Cycling Team · Euskaltel-Euskadi · La Française des Jeux · Team Gerolsteiner · Lampre - Fondital · Liquigas - Bianchi · Predictor-Lotto · Quick·Step - Innergetic · Rabobank · Saunier Duval - Prodir · Team Milram · T-Mobile Team · Unibet.com